# Клютома
Клютома(рос. Клютома) — річка в Росії, у Козельському районі Калузької області. Ліва притока Жиздри (басейн Оки).

## Опис
Довжина річки 32 км, найкоротша відстань між витоком і гирлом — 18,41 км, коефіцієнт звивистості річки — 1,74. Площа басейну водозбору 190 км².

## Розташування
Має виток на південний захід від села Нешенки. Тече переважно на південний схід через Єрликово, Покровськ, Слєпцово, Ванілівку, Фроловське і Козельськ. На південний захід від монастиря Введенська Оптина Пустинь річка впадає у річку Жиздру, ліву притоку Оки.
Притоки: Сирогоща, Бобрівка (праві).

## Цікаві факти
- У XIX столітті на річці та її притоках працювали водяні та вітряні млини.